# 薩爾達傳說 王國之淚
《薩爾達傳說 王國之淚》是一款由任天堂企劃製作本部開發並由任天堂在任天堂Switch和任天堂Switch 2上發行的開放世界动作冒险游戏。本作于2019年E3直面会上正式公布，于2023年5月12日發售，发售后获得业界高度好评，多家媒体给予满分评价。

## 遊戲系統
作为《旷野之息》的续作，本作沿用了前作大部分的游戏系统及玩法。玩家操纵主人公林克在与前作相同的海拉鲁大陆探索，可以奔跑、攀爬、游泳、滑翔，同样受到体力限制。前作中的物理、化学交互玩法、开放式解谜玩法得到了保留，武器、盾牌、弓的耐久度设定也得到了保留。前作中的神庙改名破魔神庙，玩家通过神庙内的挑战后可以获得祝福之光，四个祝福之光可兑换一个心之容器或精力容器，提升玩家的生命值或精力值的上限。前作中数量庞大的“克洛格的果实”亦得到沿用，玩家在地图中解开小谜题，获得果实，提升武器、盾牌、弓的数量上限。
前作中林克的特殊能力被全数删除，替换成四项全新的主要能力：“究极手”允许玩家移动、旋转、粘合游戏中的物体；“餘料建造”允许玩家将游戏中的物品组合到自己的武器与盾、箭上，从而增加武器和盾牌的攻击力和耐久度，也可以赋予它们新特性；“通天术”允许玩家向上穿越自己头顶的天花板和岩壁等障礙物；“倒转乾坤”允许玩家改变物体的运动轨迹，使之沿其运动轨迹倒流。游戏亦搭载“藍圖”功能，允许玩家快速制作出最近利用究极手製作過的道具。游戏亦提供内建设计图。本作引入全新的左纳乌文明，提供风扇机、轮胎、操纵杆等左纳乌装置供玩家使用、建造。玩家使用左纳乌装置受电池限制，电池用尽则所有装置都会关闭，必须等待电量自然恢复。玩家可以提升电池的容量。
本作的舞台从海拉鲁大陆的地表延伸到了天空和地底。天空中散布着空岛供玩家探索，地底则提供大量资源供玩家开采。玩家通过地表的深穴可以进入地底，地底大部分区域一片漆黑，玩家需要依赖特定物品照亮环境。玩家可以开启位于地底的破魔之根来永久照亮地图的部分区域。地底区域遍布瘴气和被瘴气污染的敌人，接触瘴气区域或遭被瘴气污染的敌人攻击会扣除玩家的生命值上限。玩家抵达破魔之根或返回地上可恢复生命值上限。

## 剧情
本作承接前作《旷野之息》的剧情，在与骑士林克共同战胜恶魔灾厄盖侬後，塞尔达公主与林克合力开始复兴海拉鲁王国。故事从塞尔达与林克共同前往海拉鲁城堡地下调查瘴气开始，两人在地下洞窟发现了古老文明左纳乌的遗迹，随后塞尔达又与林克在城堡地下的更深处发现了插着一只发光手臂的盖侬（盖侬多夫）的尸体，手臂掉落，薩爾達撿到了手臂上的秘石。这具尸体在他们靠近后突然复活，林克为了保护塞尔达而身受重伤，手臂遭到瘴氣侵蝕，他的武器大师之剑也因此腐朽；塞尔达則掉进了崩塌的地面後失蹤。林克試圖抓住薩爾達的手但是失敗，他被发光手臂抓住，帶上了空島。
復活後的加儂多夫引發了「天地異變」，不光城堡升入空中，他還偽裝成薩爾達讓其餘四個種族也遭遇了不同的危機。在空島甦醒的林克發現自己的手臂被替换成插在盖侬尸体上的劳鲁的手臂。劳鲁是左纳乌人，他建立了海拉鲁王国，是海拉鲁王国的初代國王。林克在空島上尋獲了薩爾達持有的「普爾亞平板」，並遵随劳鲁残影的指导恢复这只手臂的全部力量，最終將受損的大师之剑穿越時空遞送給了薩爾達，之後跳下空岛来到地面寻找她。
塞尔达掉进崩塌的地面時，撿到的秘石將她帶到了遙遠的過去，當時海拉鲁王国剛剛成立，薩爾達遇到了勞魯和初代王后索尼婭。在勞魯的建議下薩爾達拜訪了他的姊姊米涅魯，得知唯一能穿越回原先時間的方法是吞下秘石化身為長生不老但是喪失自我的龍。秘石可以強化持有者自身的力量，薩爾達身上同時擁有「光」和「時」兩種力量，成為「時之賢者」；勞魯也借助秘石的力量擊退了意圖統治世界的加儂多夫的進攻。但不久後，索尼婭被加儂多夫偷襲身亡，加儂多夫奪取了索尼婭身上的秘石，大幅強化了自身的暗之力。勞魯召集各種族的代表，將秘石分享給他們，意圖與加儂多夫決戰並消滅他，但是知曉未來的薩爾達知道此戰必敗，勞魯則表示若無法消滅他則只能將希望寄託給薩爾達提及過的林克。決戰的結果如薩爾達所言，勞魯無法消滅加儂多夫，只得捨身將他封印，成為「封印戰爭」。薩爾達擔心封印終有一日會失效，她在收到了林克穿越時空遞送的嚴重損毀的大师之剑後得知林克依然存活，故拜訪各族賢者請求他們在未來協助林克，自己吞下秘石化身為龍等待林克拯救世界，期間不斷給大师之剑注入光之力。薩爾達自此成為了喪失自我在空中盤旋的白龍。身受加儂多夫致命傷害的米涅魯將自己的靈魂封入薩爾達手中的普爾亞平板，同樣等待林克。
回到地面的林克前往四個地區探訪了風火水雷四座神殿，解決了各自種族的危機，《旷野之息》中四位英傑的後人也分別繼承了秘石而繼任賢者，宣誓協助林克討伐魔王。在揭穿了橫行於海拉鲁大陸、引發各族危機的「薩爾達」的真面目後，林克順利解放了平板中米涅魯的靈魂，尋獲了她的秘石讓她成為魂之賢者；還跳上變成白龍的薩爾達，從祂的頭上拔出了復原的大師之劍。林克帶眾人深入海拉鲁城堡地下與加儂多夫決一死戰，順利將他擊敗。此時，加儂多夫吞下他奪來的秘石成為黑龍咬住林克升入空中。在白龍的協助下，林克使用大師之劍擊碎了黑龍頭上的秘石，徹底將其消滅。勞魯與索尼婭的靈魂讓白龍重新變回薩爾達，林克的手臂也變回自己的手臂，二人在空中開始下落。林克伸手抓住了薩爾達，抱住她墜入湖中。
在遊戲的尾聲中，米涅魯將眾人帶上空島，向眾人告別後隨風消散。眾人宣誓效忠塞尔达公主，保護海拉鲁的和平。

## 開發
藤林秀麿在本作中繼續担任导演一职。制作团队在开发《旷野之息》及其擴充票时不断涌现出新點子，最终决定将这些点子制作成全新续作。系列的製作人青沼英二表示，本作将沿用前作的游戏地圖，並加入新的故事和游戏元素。製作團隊還從2018年發售的《碧血狂殺2》中汲取游戲設計的灵感。在本作于2021年E3電子娛樂展的演示中，青沼指出本作的冒险舞臺會擴展至海拉魯大陸的上空。在受fami通采访时，青沼英二表示此作并没有推出DLC的打算。

### 技术
《塞尔达传说 王国之泪》通过采用动态分辨率技术在有限机能尽可能提升画面质量及流畅度，如在底座模式下，游戏以目标为900P的动态分辨率搭配AMD FSR 1.0技术来达到1080P的画面效果，同时为了改善帧数表现，玩家大多数情况下移动镜头时分辨率会降低至720P，但静止时分辨率也会随之提升。相较前作而言，游戏的渲染距离得到很大改进，据玩家推测这可能是Monolith Soft加入制作团队后所带来的变化，他们负责游戏的编程和图形方面的工作，同时游戏画面较前作也变得更为锐利，但也有细微的边缘闪烁问题。

## 與發行
任天堂在2019年E3电子娱乐展上播出的任天堂直面会中首次公開本作，並宣佈本作正在開發。在2021年2月的任天堂直面會當中，薩爾達傳説系列的制作人青沼英二表示将在该年晚些时候披露有关本作的更多信息。在2021年E3電子娛樂展中播出的直面會影片中，任天堂发布一段全新预告片，展示游戏的部分玩法及部分故事元素，并宣布本作定於2022年發售。任天堂北美分公司发言人比尔·特里宁（Bill Trinen）稱，任天堂出於防止劇透的考量而選擇不公開本作的副標題。本作与《魔吉拉的面具》皆为直系續作，沿用各自前作的游戲素材，都具有一定暗黑背景，因此系列的粉絲多將二者相提并论。特里宁回应称这样相比有失公允，同时指出任天堂之後将会公布更多消息，展示本作與衆不同之处。
2022年3月29日，系列的製作人青沼英二宣佈遊戲將延期至2023年春季發售。2022年9月13日的任天堂直面會中，宣佈遊戲將於2023年5月12日發售，同時揭露本遊戲標題《王國之淚》。
《王國之淚》发售两周前，有人在網上洩露相关游戏信息。任天堂隨即投訴。Discord因此关闭几个涉及泄露的群组。任天堂嚴格打擊侵權行為，甚至讓自己運作的《薩爾達傳說》日本官方Twitter帳號的配圖一度「根據版權所有者回報」被誤判刪除。
2025年4月2日，在任天堂Switch 2直面会上，任天堂确认将推出《曠野之息》和《王国之泪》的Switch 2版本游戏，将会对游戏画面、载入时间进行强化，并支援手机app連动。已购買任天堂 Switch 原版游戏的玩家可购买升級通行證，在Switch 2上体验新加入的内容。Switch 2版的《曠野之息》和《王国之泪》将于2025年6月5日与新主机同步发售。

### 輿論
本作的發售日為5月12日，有網友聯想到2008年5月12日發生的汶川大地震，認為在該日期發售不合適，亦有網友指不必過度聯想。在遊戲提前洩露之時另有實況主直播遊玩盜版遊戲，並有商家出售盜版遊戲資源而引來正版玩家指責，導致盜版玩家開始舉報正版玩家遊玩「非法出版物」。

## 評價
| 汇总媒体   | 得分   |
| ---------- | ------ |
| Metacritic | 96/100 |

| 媒体          | 得分    |
| ------------- | ------- |
| Eurogamer     | [ 28 ]  |
| Game Informer | 9.75/10 |
| GamesRadar+   | [ 30 ]  |
| GameSpot      | 10/10   |
| IGN           | 10/10   |
| 衛報          | [ 33 ]  |
| 游民星空      | 10/10   |
| Fami通        | 40/40   |

本作獲得遊戲媒體一致讚譽。根据评分汇总网站Metacritic的資料，本作的綜合評分為96分，屬「普遍讚譽」等級。在評分匯總網站OpenCritic上，本作以97分的綜合評分一度成為該網站自創立以來得分最高的遊戲。以評分嚴苛而聞名的日本遊戲雜誌《Fami通》也給出本作40分的滿分評價，是《Fami通》第5次為《薩爾達傳說》系列作品給出滿分的評價。作為《曠野之息》的直接續作，遊戲媒體普遍認為本作的變革雖不如前作一樣徹頭徹尾，但也讓遊戲達到了「不僅僅是續作」的程度。
在本作的開放世界設計方面，評論者們普遍對此表示讚揚。本作的地表一方面沿用前作的内容讓玩過前作的玩家感到親切，另一方面又結合全新能力，讓玩家體驗煥然一新。Game Informer的評論者Kyle Hilliard認爲任天堂在熟悉和新穎之間取得了平衡。本作全新的空島和地底區域也獲得好評。IGN的評論者Tom Marks認為天空和地底的結合巧妙地與地表形成互補。GameSpot的評論者Steve Watts認為天上、地表、地底三個迥然不同的區域讓玩家的旅途真正有如在龐大的世界中探險。Eurogamer的評論者Edwin Evans-Thirlwell指出遊戲的設計需要玩家在地底與天空之間來回穿梭，這種循環「有力地推進劇情，以及玩家的遊玩節奏」。具體到單獨的地底區域，不同的評論者看法不一。Eurogamer的評論者認為玩家在部分地下區域探險得到的回報不足，不像空島沒有一個可有可無。GamesRadar+的評論者Joel Franey則認為其漆黑一片、難以探索、單調無味。但是IGN的評論者對地下部分感到非常激動，認為其大小與地表一樣大，令人驚嘆，且漆黑一片的環境為玩家帶去別樣的緊張感，還能為追求完全收集所有物品的玩家提供別樣的有深度的目標。「大」在游民星空的評論者心灵奇兵眼中卻成爲了缺點，他認爲地下區域的興趣點較少，又强迫玩家爲了升級裝備必須去探索這些區域，缺乏探索感。
本作林克的四項新能力也獲得了評論者的青睞，尤其是究極手能力。評論者認為以究極手為代表的建造能力讓遊戲的自由度相比前作《曠野之息》更進一步。另一個與建造相關的能力「餘料建造」，媒體則看法不一。GameSpot的評論者讚揚這個能力讓遊戲中的武器耐久度系統改頭換面，讓玩家比前作更加頻繁地嘗試更多武器組合。Game Informer的評論者認為這項能力讓玩家用不一樣的眼光看待遊戲中的各項物品，讓收集素材的過程變得有趣。但是，Eurogamer的評論者抱怨這些武器組合當中有一大部分並不中用，玩家需要在試錯當中抓住餘料建造的底層邏輯。
對本作主要的不滿均落在本作的性能表現上，但多數評論者將責任歸咎於任天堂Switch的硬體限制，而非遊戲本身。IGN的評論者指出遊戲掉帧現象僅為偶發，反倒更讓他渴求網路上流傳已久的「性能加強版Switch」。評論者更對遊戲可以在任天堂Switch上僅僅遭受偶發掉帧而驚嘆不已。IGN、GameSpot的評論者還有《Fami通》的其中一位評論者都對遊戲允許林克從空島縱身而躍直接穿過地表進入地底、中途不需要加載時間實現無縫穿梭感到「震撼」。IGN的評論者還讚揚遊戲幾乎沒有程式錯誤。

### 销量
本作是《塞尔达传说》系列历史上销售最快的游戏。在发售三天后，本作的全球销量便超过1000万份，这一数字持平于《寶可夢 朱／紫》，为任天堂电子游戏机所有游戏中最高的首发销售记录，并获认证。其中在日本卖出了224万份，大幅超越之前系列首发销售记录《薩爾達傳說 時之笛》的38.6万份。而在美洲则卖出了超过400万份，打破任天堂在美洲的游戏首发销售记录。英國則創下《薩爾達傳說》系列中，實體遊戲片首周銷量最高紀錄。截至2025年3月31日為止，《薩爾達傳說 王國之淚》在全球共售出2173萬份。日本内閣府發表的資料顯示日本在2023年4月至6月的國内生產總值出現顯著上升，内閣府發言人指稱其原因“與一款新發售的遊戲有關”，被媒體解讀為本作的功勞。

### 奖项
本作自公佈之初便受到大量關注，在發售前便連續多年被提名為最受期待的遊戲並最終在遊戲發售前一年的2022年獲此獎。遊戲發售後也得到了一邊倒的好評，被普遍認為是2023年最好的遊戲之一，獲得多個獎項的年度最佳遊戲提名，唯全數惜敗於《博德之门3》。
| 年份 | 獎項     | 獲提名           | 结果 | 來源          |
| ---- | -------- | ---------------- | ---- | ------------- |
| 2020 | 游戏大奖 | 最受期待游戏     | 提名 | [ 45 ]        |
| 2021 | 游戏大奖 | 最受期待游戏     | 提名 | [ 46 ]        |
| 2022 | 金摇杆奖 | 最受期待遊戲     | 獲獎 | [ 47 ]        |
| 2022 | 游戏大奖 | 最受期待遊戲     | 獲獎 | [ 48 ]        |
| 2023 | 金摇杆奖 | 年度任天堂游戏   | 獲獎 | [ 49 ]        |
| 2023 | 游戏大奖 | 年度游戏         | 提名 | [ 50 ] [ 51 ] |
| 2023 | 游戏大奖 | 最佳游戏指导     | 提名 | [ 50 ] [ 51 ] |
| 2023 | 游戏大奖 | 最佳艺术指导     | 提名 | [ 50 ] [ 51 ] |
| 2023 | 游戏大奖 | 最佳配乐         | 提名 | [ 50 ] [ 51 ] |
| 2023 | 游戏大奖 | 最佳动作冒险游戏 | 獲獎 | [ 50 ] [ 51 ] |